# Elliot Colburn
Elliot Haydn George Colburn (sinh ngày 6 tháng 8 năm 1992) là một chính khách Đảng Bảo thủ. Ông là Nghị sĩ Quốc hội (MP) cho khu vực Carshalton và Wallington kể từ tổng tuyển cử 2019.

## Tuổi thơ
Colburn sinh ra ở St Helier Hospital và lớn lên ở Sutton, London. Ông theo học Carshalton Boys Sports College. Ông đã vận động cho Đảng Bảo thủ từ năm 13 tuổi. Colburn học chính trị tại Đại học Aberystwyth. Ông làm trợ lý quốc hội cho MP Sutton và Cheam Paul Scully, và Bộ trưởng Scotland Alister Jack. Colburn cũng từng làm nhân viên phụ trách các vấn đề công cộng cho NHS South West London.
Colburn là một ứng cử viên bảo thủ trong bầu cử Hội đồng Sutton 2014 cho phường Wallington North và đứng ở vị trí thứ tư.
Trong trưng cầu dân ý năm 2016 về tư cách thành viên của Liên minh châu Âu, Colburn đã bỏ phiếu ủng hộ Brexit.
Colbuen đã được bầu vào Hội đồng Sutton Borough với tư cách là một trong ba ủy viên hội đồng bảo thủ cho phường Cheam trong bầu cử 2018, và ngồi vào Ủy ban Nhân dân và Ủy ban Giám sát của hội đồng.

## Đời tư
Colburn là người đồng tính công khai. Bạn đời của ông là Jed Dwight, một ủy viên hội đồng của phường Stonecot trong Hội đồng Sutton.